# دکستر لمبیکیسا
دکستر لمبیکیسا (انگلیسی: Dexter Lembikisa؛ زادهٔ ۴ نوامبر ۲۰۰۳) بازیکن فوتبال اهل جامائیکا است.
وی همچنین در تیم ملی فوتبال جامائیکا بازی کرده‌است.